# Aeroportul Arctic Village
Aeroportul Arctic Village (IATA: ARC, ICAO: PARC, FAA LID: ARC) este un aeroport din Alaska, Statele Unite ale Americii ce deservește zona Arctic Village⁠(d). Aeroportul a fost tranzitat în 2019 de 3.800 de pasageri. A fost numit după zona deservită.
Situat la o altitudine de 638 m, aeroportul dispune de 1 pistă.

## Infrastructură

### Piste
Aeroportul dispune de o singură pistă. Pista 02/20 are suprafața de pietriș și dimensiunile 4.500 picioare × 75 picioare. 